# Fritz Fischer (biatleta)
Friedrich Fischer, conocido deportivamente como Fritz Fischer (Kelheim, 22 de septiembre de 1956) es un deportista alemán que compitió para la RFA en biatlón.
Participó en cuatro Juegos Olímpicos de Invierno, entre los años 1980 y 1992, obteniendo en total tres medallas: oro en Albertville 1992, plata en Calgary 1988 y bronce en Sarajevo 1984, las tres en la prueba por relevos. Ganó siete medallas en el Campeonato Mundial de Biatlón entre los años 1981 y 1993.
Entre 2010 y 2014 ejerció de entrenador de la selección masculina alemana de biatlón.

## Palmarés internacional
| Representando a la RFA   |                              |                   |         |
| Juegos Olímpicos         |                              |                   |         |
| Año                      | Lugar                        | Medalla           | Prueba  |
| 1984                     | Sarajevo (Yugoslavia)        | Medalla de bronce | Relevos |
| 1988                     | Calgary (Canadá)             | Medalla de plata  | Relevos |
| Campeonato Mundial       |                              |                   |         |
| Año                      | Lugar                        | Medalla           | Prueba  |
| 1981                     | Lahti (Finlandia)            | Medalla de plata  | Relevos |
| 1985                     | Ruhpolding (RFA)             | Medalla de bronce | Relevos |
| 1987                     | Lake Placid (Estados Unidos) | Medalla de bronce | Relevos |
| 1989                     | Feistritz (Austria)          | Medalla de plata  | Equipo  |
| 1989                     | Feistritz (Austria)          | Medalla de bronce | Relevos |
| Representando a Alemania |                              |                   |         |
| Juegos Olímpicos         |                              |                   |         |
| Año                      | Lugar                        | Medalla           | Prueba  |
| 1992                     | Albertville (Francia)        | Medalla de oro    | Relevos |
| Campeonato Mundial       |                              |                   |         |
| Año                      | Lugar                        | Medalla           | Prueba  |
| 1991                     | Lahti (Finlandia)            | Medalla de oro    | Relevos |
| 1993                     | Borovets (Bulgaria)          | Medalla de oro    | Equipo  |